# Speech Transmission Index
Pour les articles homonymes, voir STI.
Le Speech Transmission Index (STI) est une mesure de l'intelligibilité de la parole. Cette mesure est dérivée de la fonction de transfert de modulation (FTM) qui évalue la dégradation des modulations d'amplitude par bandes de fréquences.

## Échelle
| STI    | 0 - 0,3        | 0,3 - 0,45 | 0,45 - 0,6   | 0,60 - 0,75 | 0,75 - 1,0 |
|        | inintelligible | faible     | satisfaisant | bon         | excellent  |
| Alcons | 100 - 33 %     | 33 - 15 %  | 15 - 7 %     | 7 - 3 %     | 3 - 0 %    |